# Čeplje (gmina Litija)
Čeplje – wieś w Słowenii, w gminie Litija. W 2018 roku liczyła 9 mieszkańców.